# Teorien om den kommunikative handlen
Teorien om den kommunikative handlen (tysk: Theorie des kommunikativen Handelns) er en tobinds bog fra 1981 af den tyske filosof Jürgen Habermas, i hvilken det var forfatterens "intention at formulere mulighederne for et meningsfyldt medmenneskeligt samvær", som han havde påbegyndt i Om Logikken i Socialvidenskaberne (1967). De to bind er Handlingsrationalitet og Samfundets Rationalitet (Handlungsrationalität und gesellschaftliche Rationalisierung), i hvilken Habermas præsenterer et begreb om kommunikativ rationalitet, og En Kritik af funktionalistisk Fornuft (Zur Kritik der funktionalistischen Vernunft), i hvilken Habermas skaber sit koncept om samfundet i to niveauer skitserer den kritiske teori om modernitet.
Efter at have skrevet Teorien om den kommunikative handlen brugte Habermas teorien om kommunikativ handlen som basis for hans teori om moralitet, demokrati og jura. Værket har tiltrukket sig opmærksomhed fra mange sociologer og filosoffer, og i 1998 kom det på International Sociological Associations liste som den ottende vigtigste sociologibog fra det 20. århundrede.
Den danske oversættelse af værket indeholder kun uddrag af det oprindelige værk.

## Teori
Teorien om kommunikativ handlen er et kritisk projekt, som rekonstruerer et begreb om fornuft, som ikke baserer sig på instrumentelle eller objektivistiske udtryk men snarere i en emancipatorisk kommunikativ handlen. Denne rekonstruktion foreslår, at "menneskelig handling og forståelse kan analyseres givende som havende en sproglig struktur", og hver ytring hviler på forventningen om frihed fra unødvendig dominans. Disse sproglige strukturer af kommunikationen kan bruges til at fastlægge en normativ forståelse af samfundet. Denne forståelse af samfundet bliver brugt til "at muliggøre en konceptualisering af den sociale kontekst, der er skræddersyet til modernitetens paradokser."
Dette projekt påbegyndtes efter den kritiske modtagelse af Habermas' bog Kundskab og Interesse (1968), efter hvilken Habermas valgte at bevæge sig væk fra kontekstuel og historisk analyse af social viden og hen mod det der blev teorien om den kommunikative handlen. Teorien om den kommunikative handlen forstår sprog som samfundets grundlæggende komponent og er et forsøg på at opdatere marxismen ved at "trække på systemteori (Niklas LuhmannLuhmann), udviklingspsykologi (Piaget, Kohlberg) og social teori (Weber, Durkheim, Parsons, Mead, etc.)".
Baseret på forelæsninger oprindeligt udviklet i Vorstudien und Ergänzungen zur Theorie des kommunikativen Handelns var Habermas i stand til at udvide sin teori til en omfattende forståelse af samfundet.
Thomas A. McCarthy skriver, at 
The Theory of Communicative Action has three interrelated concerns: (1) to develop a concept of rationality that is no longer tied to, and limited by, the subjectivistic and individualistic premises of modern philosophy and social theory; (2) to construct a two-level concept of society that integrates the lifeworld and systems paradigms; and, finally, (3) to sketch out, against this background, a critical theory of modernity which analyzes and accounts for its pathologies in a way that suggests a redirection rather than an abandonment of the project of enlightenment.

## Modtagelse
Teorien om den kommunikative handlen var omdrejningspunktet for en samling af kritiske essays, der blev udgivet i 1986. Filosoffen Tom Rockmore, skrevet i 1989, kommenterede, at det var uklart om Teorien om den kommunkative handlen eller Habermas' tidligere værk Kundskab og Interesse (1968), var hans vigtigste værk. Teorien om den kommunikative handlen har givet inspiration til mange reaktioner fra sociologer og filosoofer, og i 1998 blev værket markeret som det ottende vigtigste sociologiværk i det 20. århundrede af International Sociological Association, efter Norbert Elias' Über den Prozeß der Zivilisation (1939) men foran Talcott Parsons' The Structure of Social Action (1937). I Danmark kom der først en oversættelse af Teorien om den kommunikative handlen i 2005, hvilket indtil da havde gjort det sværere for de mange at tage begrundet stilling til Habermas' teorier.